# Bukós szakasz
A Bukós szakasz (eredeti cím: CHIPS) 2017-ben bemutatott amerikai akcióvígjáték, melynek forgatókönyvírója és rendezője Dax Shepard. A Rick Rosner által megalkotott és 1977-1983 között futó CHiPs című tévésorozat alapján készült. A főbb szerepekben Shepard, Michael Peña, Rosa Salazar, Adam Brody, Richard T. Jones, Kristen Bell és Vincent D’Onofrio látható.
Az Amerikai Egyesült Államokban 2017. március 24-én mutatta be a Warner Bros. Pictures. Magyarországon egy nappal hamarabb, március 23-án jelent meg az InterCom Zrt. forgalmazásában. Világszerte összesen 26 millió dolláros bevételt hozott.
A film az eredeti sorozattól eltérően a kaliforniai közúti rendőrség (CHP) együttműködése és a CHP logóinak használatára vonatkozó engedélye nélkül készült.

## Cselekmény
Castillo FBI-ügynök Francis Poncharello néven beépül a CHiPsbe: bizonyíték van egy magas rangú rendőr korrupciójára, akit azzal gyanúsítanak, hogy részt vesz egy páncélozott furgonokat kirabló bandában, amelyet az autópályán menet közben megtámadnak. Társa, a hóbortos Jonathan "Jon" Baker, bár nem látszik rajta, nagyszerű megfigyelőképességgel és érzékkel rendelkezik. A kezdeti félreértések után, amelyek eltérő jellemükből adódnak, barátságot kötnek, és megkezdik a nyomozást, amely Ray Kurtz hadnagyhoz vezet. Amikor sarokba szorítják, a korrupt zsaru egy rablás után elmenekül és elgázolja Bakert, súlyosan megsebesítve őt. Az ezt követő lövöldözésben Kurtz fia meghal, aki bosszúból elrabolja Karent, Baker volt feleségét.
Ponch, hogy megmentse barátját, félbeszakítja az üldözést, és megkéri a támogató helikoptert, szálljon le, hogy kórházba szállítsa Jont: megmenti az életét, de az FBI kirúgja, mert hagyta Kurtz-t megszökni. Hogy elkapja a szökevényt, kéri, esküdjenek fel rendőrnek, és az időközben elbocsátott Jonnal folytatja a nyomozást. A két barát Karen megmentésére siet: kiszabadítják, Kurtz pedig meghal, így a nyomozás lezárul.

## Szereplők
| Színész            | Szerep                    | Magyar hang        |
| ------------------ | ------------------------- | ------------------ |
| Michael Peña       | Frank 'Ponch' Poncherello | Csőre Gábor        |
| Dax Shepard        | Jon Baker                 | Viczián Ottó       |
| Vincent D’Onofrio  | Vic Brown                 | Berzsenyi Zoltán   |
| Rosa Salazar       | Ava                       | Bogdányi Titanilla |
| Jessica McNamee    | Lindsey Taylor            | Czető Zsanett      |
| Adam Brody         | Clay Allen                | Szatory Dávid      |
| Ryan Hansen        | Brian Grieves             | Szabó Máté         |
| Isiah Whitlock Jr. | Peterson                  | Papp János         |
| Richard T. Jones   | Parish                    | Bognár Tamás       |
| Kristen Bell       | Karen                     | Vadász Bea         |
| Jane Kaczmarek     | Jane Lindel százados      | Bertalan Ágnes     |
| Jess Rowland       | Rathbun                   | Stern Dániel       |
| Justin Chatwin     | Raymond Reed Kurtz, Jr.   | Márkus Sándor      |
| David Koechner     | Pat                       | Törköly Levente    |
| Ed Begley Jr.      | sofőr                     | Forgács Gábor      |
| Merrin Dungey      | Joy Jackson               | Makay Andrea       |
| Ben Falcone        | biciklis zsaru            | Kapácsy Miklós     |
| Mae Whitman        | Beebee                    | Berkes Boglárka    |
| Amanda Perez       | Sheryl                    | Pap Katalin        |
| Carly Hatter       | Angela Roth ügynök        | Mezei Kitty        |
| Jackie Tohn        | Amy Stephenson            | Kis-Kovács Luca    |
| Maya Rudolph       | Hernandez őrmester        | Németh Kriszta     |

### Magyar változat
- Főcím: Bozai József
- Magyar szöveg: Heltai Olga
- Hangmérnök: Márkus Tamás
- Rendezőasszisztens és vágó: Simkóné Varga Erzsébet
- Gyártásvezető: Fehér József
- Szinkronrendező: Dóczi Orsolya

A szinkront a Mafilm Audio Kft. készítette el.

## A film készítése
A film forgatása 2015. október 21-én kezdődött Los Angelesben. A dél-kaliforniai autópályák számos olyan szakaszát használták, amelyeket az eredeti televíziós sorozatban is alkalmaztak, nevezetesen a 210-es autópályát a kaliforniai La Crescentában.
2014 szeptemberében a Warner Bros. bejelentette, hogy Dax Shepard írja és rendezi a filmet, illetve Jon Baker rendőrtiszt szerepében is feltűnik benne, Michael Peña pedig Frank "Ponch" Poncherellót alakítja. 2015 májusában jelentették be, hogy Vincent D’Onofrio egy egykori rendőrből lett autótolvajt és bandavezért fog alakítani. Szeptemberben Adam Brody csatlakozott a filmhez, hogy egy rendőrtisztet játsszon, míg Rosa Salazar és Shepard felesége, Kristen Bell szintén leszerződött a filmhez. Néhány héttel később Jessica McNamee megkapta Lindsey Taylor, a kemény és gyönyörű fiatal kaliforniai közúti járőr szerepét. Novemberben Jane Kaczmarek csatlakozott a stábhoz, mint Jane Lindel százados. 2016 márciusában Ryan Hansen is csatlakozott a filmhez.

## Bemutató
A film eredetileg 2017. augusztus 11-én került volna a mozikba, de a Warner Bros. Pictures előrébb hozta a premiert 2017. március 24-re.
2017. június 13-án jelent meg digitálisan. Két héttel később, 2017. június 27-én adta ki Blu-rayen és DVD-n a Warner Home Video.

## Fogadtatás

### Bevételi adatok
A film 18,6 millió dolláros bevételt hozott az Amerikai Egyesült Államokban és Kanadában, 8,2 millió dollárt pedig más területeken,. Összesen 26,8 millió dolláros bevételt gyűjtött világszerte, 25 millió dolláros költségvetéssel szemben.
Az Egyesült Államokban és Kanadában az Élet, a Power Rangers és a Wilson című filmek mellett nyitott, és az előrejelzések szerint a nyitóhétvégén 2464 moziban mintegy 10 millió dolláros bevételt ért el. 2400 moziban 500 ezer dollárt hozott a csütörtök esti előzetesekből. 7,6 millió dollárral debütált, és a 7. helyen végzett a jegypénztáraknál. A második hétvégén 4 millió dolláros bevételt hozott (48,7%-os csökkenés), és a 9. helyen végzett a jegypénztáraknál.

## Fordítás
- Ez a szócikk részben vagy egészben  a   CHiPs (film) című angol Wikipédia-szócikk fordításán alapul.  Az eredeti cikk szerkesztőit annak laptörténete sorolja fel. Ez a jelzés csupán a megfogalmazás eredetét és a szerzői jogokat jelzi, nem szolgál a cikkben szereplő információk forrásmegjelöléseként.